# Herman Bartelds

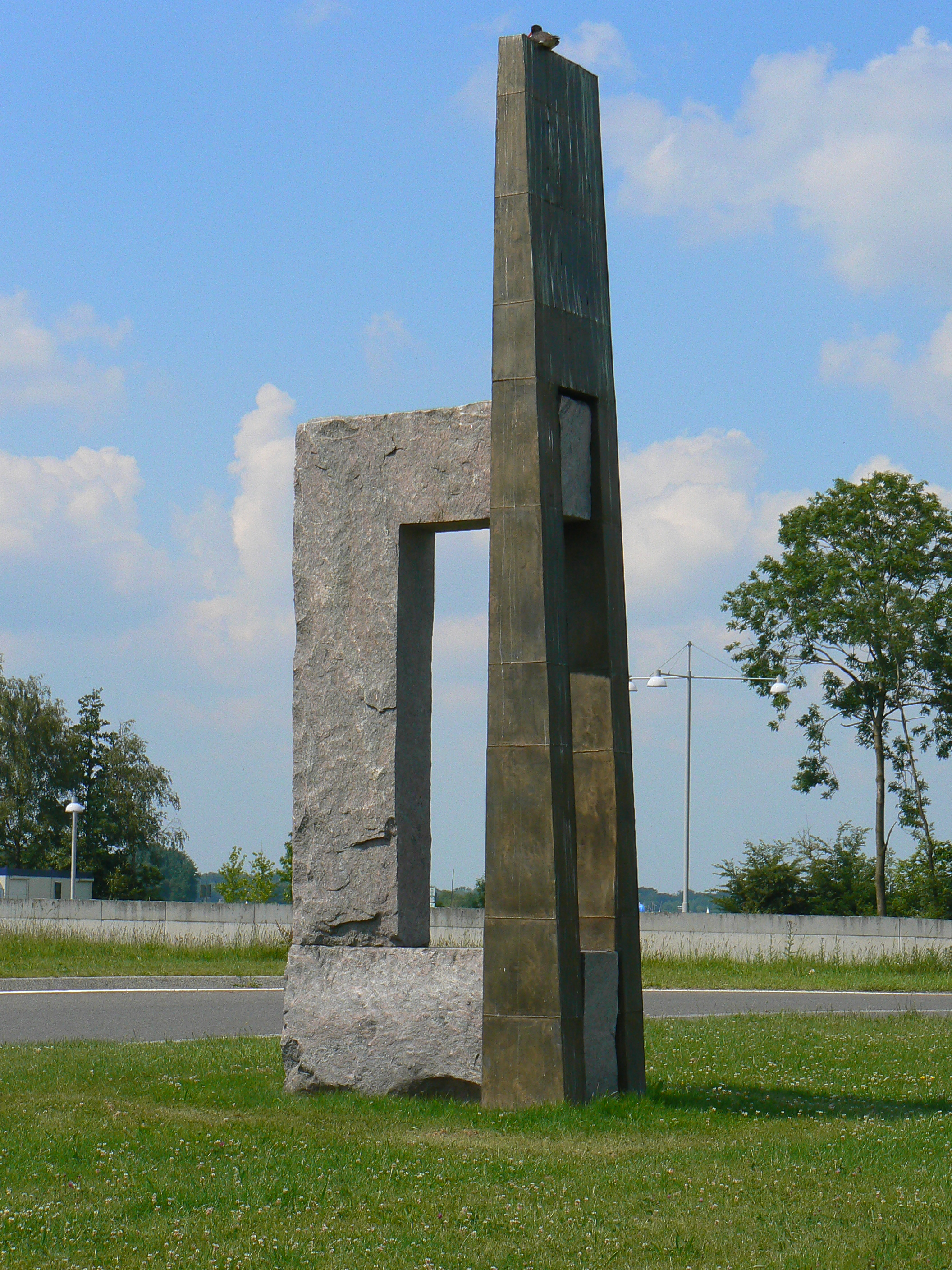
Poort voor Haren door Herman Bartelds (2008)

Herman Bartelds (Haren, 8 december 1956) is een Nederlandse beeldhouwer.

## Leven en werk
De in het Groningse Haren geboren Bartelds volgde van 1976 tot 1980 de opleiding plastische vormgeving aan de Academie Minerva in de stad Groningen. Na zijn opleiding vestigde hij zich als beeldhouwer in Enumatil.
Bartelds werkt met grote granieten vormen, die samen met elementen van messing tot één geheel worden gemaakt. Hij werkt met de mogelijkheid die ruimte hem geven. Hij verbeeldt processen die het bestaan van mensen raken. Zijn sculpturen staan in de openbare ruimte van diverse Nederlandse plaatsen, vaak op plaatsen waar mensen elkaar ontmoeten.

## Werk (selectie)

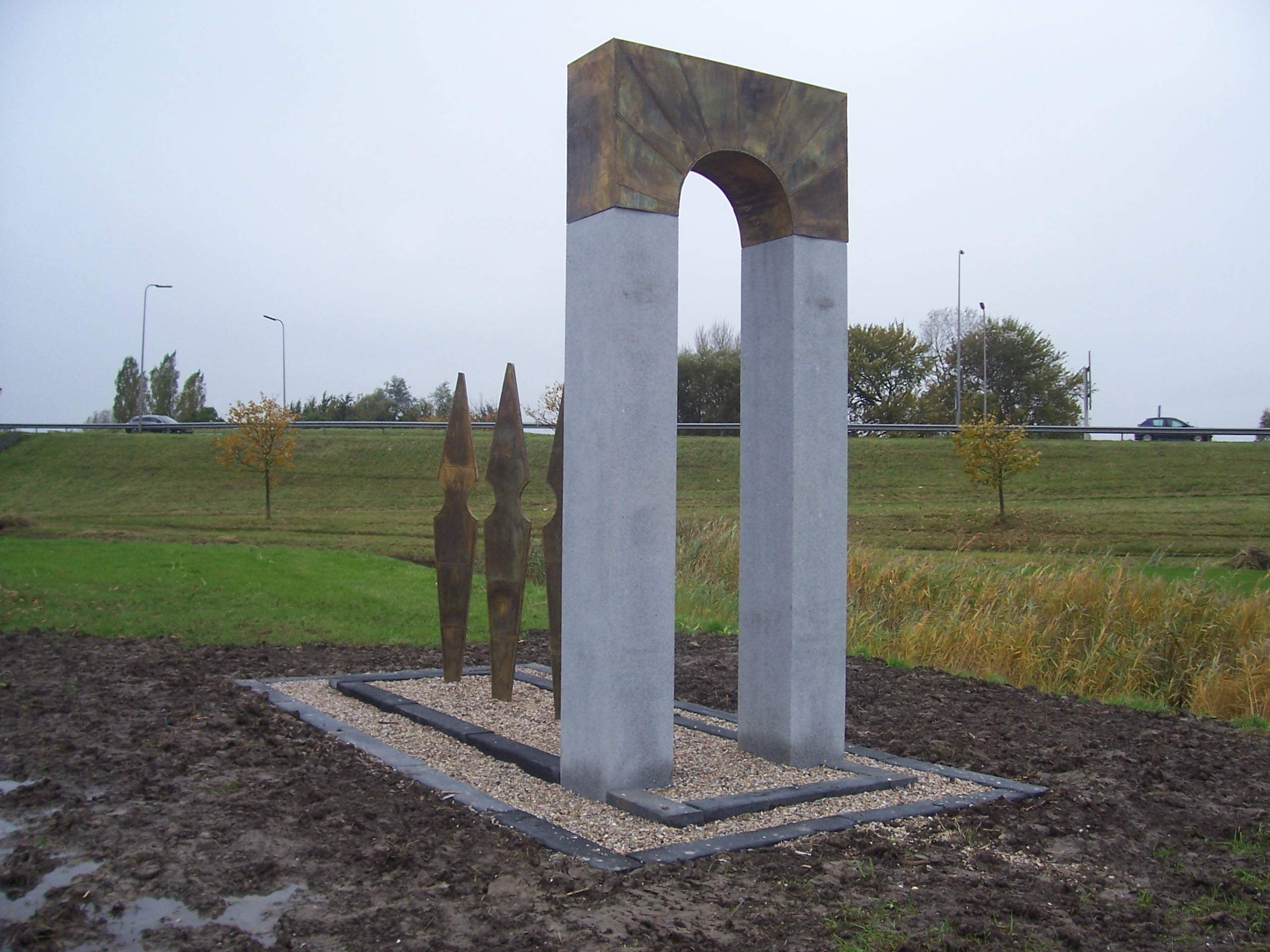
Poort van Valkenburg, (Limes-kunstwerk) te Valkenburg (Katwijk)

- Poort van Valkenburg - Valkenburg (Katwijk) (oktober 2012)
- Poort voor Haren - Haren (2008)
- Sterrenpoort - Schijndel (2003)
- De ontmoeting - Veendam (2002)
- Poort voor Barneveld - Barneveld (2001)
- De Bundeling - Groningen (1991)
- Nieuw begin - Haren (1989)
- Grensbepaling - Groningen (1988)
- De ontmoeting - Nijmegen (Pompekliniek)